# Heinrich Isser
Heinrich Isser (ur. 12 maja 1928 w Matrei in Osttirol, zm. 18 maja 2004) – austriacki bobsleista i saneczkarz, olimpijczyk.
Na mistrzostwach świata w bobslejach wywalczył brąz w czwórkach startując z braćmi Franzem, Josefem i Fritzem. W mistrzostwach Europy w saneczkarstwie dwukrotnie zdobywał złoto w dwójkach, w 1952 w parze z Paulem Aste oraz w 1954 w parze z Josefem Isserem. W swoim dorobku miał również trzy srebra zdobyte w 1951 w parze z Josefem Isserem, w 1953 z Paulem Aste oraz w 1953 w jedynkach.